# Jamba-Cueio
Jamba-Cueio, também chamada somente de Cueio, é uma vila e comuna angolana que se localiza na província do Cubango, pertencente ao município de Caiundo.
Anteriormente uma comuna do município de Menongue, em 5 de setembro de 2024 foi transferido para a jurisdição do novo município de Caiundo.